# Xiphocaris elongata
Xiphocaris elongata е вид десетоного от семейство Xiphocarididae. Видът не е застрашен от изчезване.

## Разпространение и местообитание
Разпространен е в Американски Вирджински острови, Барбадос, Венецуела, Доминика, Доминиканска република, Куба, Пуерто Рико, Сейнт Лусия, Тринидад и Тобаго, Хаити и Ямайка.
Обитава сладководни басейни, морета, реки и потоци.